# 杉浦直人
杉浦 直人（すぎうら なおと、1986年11月21日 - ）は、日本のラグビー選手。

## プロフィール
- 神奈川県小田原市出身。
- ポジションはロック(LO)。
- 身長 186cm、体重 105kg
- ニックネームはスギ。
- 国体東京都代表に選ばれたことがある[1]。

## 来歴
高校からラグビーを始めた。
2005年、湘南工大高校卒業後、東海大学に入学する。
2008年、東海大学体育会ラグビーフットボール部のFWリーダーに就任した
2009年、東海大学卒業後、NTTコミュニケーションズシャイニングアークスに加入。
2019年、NTTコミュニケーションズシャイニングアークスを退団した。